# آلاچیق تپه سی
آلاچیق تپه سی یک منطقهٔ مسکونی در ایران است که در دهستان ارشق غربی واقع شده‌است. براساس سرشماری مرکز آمار ایران در سال ۱۳۹۵، آلاچیق تپه سی ۱۰۷ نفر جمعیت دارد.